# Сквиб-кик (американский футбол)
Сквиб-кик (англ. Squib kick) — один из вариантов пробития кик-оффа в американском футболе. Обычно этот удар используют в конце матча. Смысл удара не дать возвращающей команде сделать возврат в тачдаун. Команда, в случае такого удара, жертвует позицией на поле, но меньше рискует пропустить возврат в тачдаун. Удар по мячу настолько короток, что он заставляет более медленных игроков принимающей команды забрать мяч вместо их более быстрых возвращающих. Во-вторых, принимающей команде может быть сложнее забрать прыгающий мяч, что даёт больше времени для того, чтобы игроки пробивавшей команды успели сократить дистанцию до соперника для последующего захвата возвращающего игрока.

## История
Первый такой удар, в НФЛ, произошел в сезоне 1981, в матче между Сан-Франциско Форти Найнерс и Детройт Лайонс. Из-за травмы кикер Сан-Франциско слабо пробил по мячу, удар получился похожем на онсайд-кик и Детройт почти не возвратил мяч. В Супербоуле XVI, между командами Сан-Франциско Форти Найнерс и Цинциннати Бенгалс, тренер «Форти Найнерс» использовал два таких удара в игре. В итоге первый удар «Бенгалс» подобрали, но они находились близко к своей энд-зоне, а второй удар игроки Цинциннати подобрать не смогли: мяч ударился о игрока «Бенгалс» и «Форти Найнерс» смогли снова завладеть мячом.

## Стратегия
Обычно сквиб-кик, это комбинация которая используется в конце половины. Так как времени остается мало, возвратить мяч в тачдаун это один из немногих способов набрать очки. Чаще всего, возвращающая команда получит мяч в более близкой позиции к чужой энд-зоне, чем при нормальном ударе. Тем не менее, так как мяч попадет в руки медленному игроку, шанс на возврат в тачдаун, уменьшается.
Если возвращающая команда ждёт удара, это может плохо закончится для бьющий команды, ведь команда возврата, скорее всего, выстроит более быстрых игроков, чем при обычном ударе. Также из-за качество поля, мяч может выйти в аут (это нарушение правил), тем самым возвращающая команда получит хорошую позицию.